# Isabel Cifre
Isabel Cifre, född 1467, död 1542, var en spansk nunna och pedagog. 
Casa de la Criança, grundat av Gregori Genovard, Jaume d'Olesa, Gabriel Mora och Guillem Caldentey för att förse flickor med en humanistisk utbildning, bildades 1510. Cifre blev dess första föreståndare, och utformade ordenskolan, som kom att bestå fram till 1900-talet och ofta gynnades av kungahuset. 